# 乱れそめにし
『乱れそめにし』（みだれそめにし）は、東海テレビ制作・フジテレビ系列で、1970年1月5日から3月27日に放送された昼ドラマである。

## 出演
- 南田洋子
- 中尾彬
- 戸部夕子

## スタッフ
- 監督：真船禎、永井竜男
- 脚本：早坂暁